# 아담 흘로제크
아담 흘로제크(체코어: Adam Hložek, 2002년 7월 25일 ~ )는 체코의 축구 선수이다. 그의 포지션은 공격수로, 현재 독일 분데스리가의 TSG 호펜하임에서 활약하고 있다.

## 클럽 경력

### 스파르타 프라하
흘로제크는 12세의 나이에 고향 클럽 이반치체에서 형 다니엘과 함께 스파르타 프라하로 이적하였다.
4년 후인 2018년 10월 2일, 그는 4-1로 이긴 슬라보이 폴나와의 체코컵 원정 경기에서 교체 투입되어 1군 데뷔전을 치렀고, 팀의 4번째 골이자 쐐기골을 넣었다.
2018년 11월 10일, 흘로제크는 3-1로 이긴 카르비나와의 경기에서 리그 데뷔전을 치뤘고, 16세 3개월 16일의 나이로 리그 경기에 출전한 최연소 스파르타 프라하 선수가 되었다.
2021년 5월 30일, 6-1로 이긴 즈브로요프카 브르노와의 원정 경기에서 전반전에 4골을 넣은 다음 날, 흘로제크는 스파르타 프라하와 2024년까지 연장 계약을 맺었다. 흘로제크는 부상으로 시즌 4개월을 결장했음에도 불구하고 15골을 기록하며 얀 쿠흐타와 함께 공동 득점왕에 오르며 체코 1부 리그 2020-21 시즌을 마쳤다. 2020-21 시즌에 그는 리그 19경기에 출전해 15골 7도움을 기록했다.

### 바이어 레버쿠젠
2022년 6월 2일, 그는 독일의 바이어 레버쿠젠과 5년 계약을 맺고 이적하였다.

## 국가대표팀 경력
2020년 9월 4일, 흘로제크는 슬로바키아와의 UEFA 네이션스리그 경기에서 체코 축구 국가대표팀 데뷔전을 치렀다. 2021년 5월, 흘로제크는 UEFA 유로 2020을 앞두고 체코 축구 국가대표팀에 소집되었다. 2021년 10월, 그는 2-0으로 이긴 벨라루스와의 월드컵 예선전에서 국가대표팀 첫 골을 기록했다.

## 수상 내역
개인
- 체코 올해의 재능: 2019[11]
- 체코 1부 리그 득점왕: 2020–21
- 체코 1부 리그 올해의 공격수: 2020–21
- 체코 1부 리그 이달의 선수: 2020년 9월, 2021년 5월